# Temporada 2013-2014 de la UE Figueres
La segona temporada consecutiva a Tercera Divisió de la nova etapa de la Unió Esportiva Figueres va arrencar el 22 de juliol de 2013, amb l'inici de la pretemporada. La presentació oficial a l'estadi de Vilatenim va tenir lloc el 31 de juliol en un partit amistós contra el CE Farners de la Primera Catalana, davant d'uns 250 espectadors, amb el resultat d'empat a 2 gols.
L'equip, que havia renovat gran part de la plantilla, amb baixes sensibles i amb pocs fitxatges, va fer una primera volta discreta, que li va costar el càrrec a l'entrenador Xavi Punsí el mes de gener. Però amb el nou entrenador, Francesc Cargol, les coses tampoc van anar gaire millor, i l'equip va acabar classificat a mitja taula, molt més a prop de les posicions de descens a Primera catalana que de les posicions de promoció a Segona Divisió B.
En canvi, a la Copa Catalunya l'equip va fer molt bon paper, i va arribar fins a la 6a eliminatòria de la 2a fase, després d'eliminar quatre equips, i es va enfrontar contra el Girona FC de la Segona Divisió, però va perdre a la tanda de penals.

## Fets destacats
2013
- 28 de juliol: presentació oficial de l'equip a Vilatenim en un partit amistós contra el CE Farners de la Primera Catalana, davant d'uns 250 espectadors, amb el resultat d'empat a 2 gols.[1]
- 25 d'agost: primera jornada de lliga, en la qual el Figueres cau derrotat contra el Palamós FC per 1 gol a 3 a Vilatenim.[5]

2014
- 16 de gener: el club presenta l'entrenador olotí Francesc Cargol, que substitueix Xavier Punsí al capdavant de la banqueta.[2][6]
- 4 de març: el Figueres cau derrotat a la tanda de penals contra el Girona FC (de la Segona Divisió) en la 6a ronda de la Copa Catalunya.[4]
- 11 de maig: última jornada de lliga, en la qual el Figueres derrota per 4 gols a 0 l'FC Vilafranca a Vilatenim. L'equip acaba 11è classificat i continua una temporada més a Tercera Divisió.[7]

## Plantilla
| Núm. | Pos. |           | Jugador                                  | Procedència       | Temporada |
| ---- | ---- | --------- | ---------------------------------------- | ----------------- | --------- |
|      | POR  | Catalunya | Joan Ureña Bartrina (Ureña)              | UE Llagostera     | 2010-2011 |
|      | POR  | Catalunya | Albert Reig Ricart (Reig)                | UE Quart          | 2011-2012 |
|      | DEF  | Catalunya | Albert Argelés Collell (Argelés)         | juvenil           | 2010-2011 |
|      | DEF  | Catalunya | Marc Fageda Soler (Fageda)               | juvenil           | 2010-2011 |
|      | DEF  | Catalunya | Sergio Murga Morejón (Murga)             | UD Cassà          | 2010-2011 |
|      | DEF  | Catalunya | Adrià Serra Casulleras (Serra)           | juvenil           | 2010-2011 |
|      | DEF  | Catalunya | Narcís Barrera Vilert (Barrera)          | CF Peralada       | 2012-2013 |
|      | DEF  | Catalunya | David Busquets Sala (Busquets)           | AEC Manlleu       | 2012-2013 |
|      | DEF  | Catalunya | Lluís Micaló Massach (Micaló)            | AEC Manlleu       | 2012-2013 |
|      | DEF  | Uruguai   | André Mabil Abeijón (Mabil)              | UE Olot           | 2013-2014 |
|      | MIG  | Catalunya | Pedro del Campo González (del Campo)     | Girona FC juvenil | 2010-2011 |
|      | MIG  | Catalunya | Albert Moñino Turró (Moñino)             | Reial Saragossa B | 2010-2011 |
|      | MIG  | Catalunya | Ferran Grau Suñé (Grau)                  | UE Olot           | 2011-2012 |
|      | MIG  | Catalunya | Guillem Cornellà Manciñeiras (Cornellà)  | FC Santboià       | 2012-2013 |
|      | MIG  | Catalunya | Borja García Martínez (García)           | CF Peralada       | 2012-2013 |
|      | MIG  | Catalunya | Iván Cristino Gordillo (Cristino)        | UE Olot           | 2013-2014 |
|      | DAV  | Andalusia | Jairo Jiménez Torrico (Jiménez)          | juvenil           | 2009-2010 |
|      | DAV  | Catalunya | Marc Teixidor Cristià (Teixidor)         | AD Guíxols        | 2010-2011 |
|      | DAV  | Catalunya | Pol Compte Rosell (Compte)               | CF Peralada       | 2011-2012 |
|      | DAV  | Catalunya | Àlex Arimany Flores (Arimany)            | CF Peralada       | 2013-2014 |
|      | DAV  | Catalunya | Marc Bonaventura Vallmajor (Bonaventura) | CD Banyoles       | 2013-2014 |
|      | DAV  | Catalunya | Alberto Jiménez Santiago (Alberto J.)    | UE La Jonquera    | 2013-2014 |
|      | DAV  | Catalunya | Bernat Puig Valls (Puig)                 | UE Vic            | 2013-2014 |
|      | DAV  | Catalunya | Xavier Ferrón Palau (Ferrón) (cedit)     | UE Olot           | 2013-2014 |

Llegenda:  ·   Capità  ·   Juvenil  ·   Lesionat  ·   Altes  ·   Passaport europeu  ·   Extracomunitari  ·   Extracomunitari sense restricció
Altres jugadors utilitzats a la pretemporada: Joaquim Rodriguez Vicens (UE La Jonquera), Marc Bech Rodríguez (juvenil), Miquel Cantenys Sánchez (juvenil), Àlex Capel Domínguez (juvenil), David Costa Rodríguez (juvenil), Joseph Nicolas Morales Villalba (juvenil), Guillem Pérez Serra (juvenil), Joan Pujol Farrés (juvenil, també va disputar minuts amb el primer equip a Tercera divisió), David Torres Rízquez (juvenil), Sangare Toumani (juvenil), Eric Valero Martínez (juvenil)
| Baixes                  | Destinació     |
| Jordi Alforcea Albarran | CF Peralada    |
| Ricard Ferrer Geli      | FC L'Escala    |
| Marc Vilà Carreras      | CF Peralada    |
| Sergi Moreno Piña       | FC Ascó        |
| Lluís Crous Puig        | UE Osor        |
| Marc Mas Costa          | UE Sant Andreu |

## Resultats
| Amistosos |

| 29 juliol 2013 | UE Figueres                   | 2 – 2                           | CE Farners            | Figueres |  |
| 20:45          | Moñino 9' · Cristino 72' (p.) | Mundo Deportivo Diari de Girona | 79' Solà · 90' Quiles | Municipal de Vilatenim · 250 espectadors · David Garcia Rosell · Jordi Fullà Planas · Guillem Martí Pérez · |  |

| 4 agost 2013 | Girona FC juvenils | 2 – 0                       | UE Figueres                                                 | Camprodon |  |
| 18:00        | Óscar 80'          | Mundo Deportivo UE Figueres | 11' Rodríguez · 66' Compte · 67' (p.) Moñino · 87' Cornellà | Camp de futbol municipal · 150 espectadors · Samuel Hernández Ramos · Eduard Valle Ponce · Esther Parramon Monerris · |  |

| 8 agost 2013                                | Girona FC B | 0 – 1                       | UE Figueres   | Banyoles |  |
| 20.00 XLIV Torneig de l'Estany (semifinals) |             | Mundo Deportivo UE Figueres | 89' Rodríguez | Estadi municipal Miquel Coromina i Morató · 250 espectadors · Enric Ponsatí Clavaguera · Rafael Zarco Murillo · Adrián González-Cerrato · |  |

| 9 agost 2013                           | UE Olot                  | 2 – 0                           | UE Figueres | Banyoles |  |
| 22.00 XLIV Torneig de l'Estany (final) | Martínez 20' · Pagès 89' | Mundo Deportivo Diari de Girona |             | Estadi municipal Miquel Coromina i Morató · 1.200 espectadors · Israel García-Membrive · Gerard Nierga Gelabert · Sergi Jiménez López · |  |

| 11 agost 2013 | CF Peralada              | 2 – 1                       | UE Figueres   | Peralada |  |
|               | Vizuete 36' · Chacón 58' | Mundo Deportivo UE Figueres | 44' Rodríguez | Municipal de Peralada · 250 espectadors · Carlos Montoro Morcillo · Carlos Cabrera Vidal · Adrián Samames · |  |

| 14 agost 2013 | CF Base Roses | 0 – 6                       | UE Figueres                                                    | Roses                                                                 |  |
| 20:00         |               | Mundo Deportivo UE Figueres | 38' Compte · 41' García · 46' Moñino · 55' 59' 89' Bonaventura | Camp Municipal La Vinyassa · 100 espectadors · Lluís Serras Marquès · |  |

| Copa Catalunya |

| 10 agost 2013  | FC L'Escala | 0 – 2       | UE Figueres    | L'Escala                                            |  |
| 20:30 1a ronda |             | UE Figueres | 20' 46' Compte | Camp de futbol municipal · Antonio Hidalgo Moreno · |  |

| 18 agost 2013                   | UE Olot                         | 0 – 0 (pp.)                 | UE Figueres              | Olot |                          |
| 21:00 2a ronda                  |                                 | Mundo Deportivo UE Figueres |                          | Estadi Municipal d'Olot · 500 espectadors · David Garcia Rosel · Gerard Nierga Gelabert · Daniel López Morente · |                          |
|                                 |                                 | Tanda de penals             |                          | |                          |
| Martínez · Corominas · Vilanova | Martínez · Corominas · Vilanova | 0 – 3                       | Moñino · Argelés · Serra | Moñino · Argelés · Serra                                                                                         | Moñino · Argelés · Serra |

| 8 octubre 2013 | UE Figueres            | 2 – 1                       | Palamós CF  | Figueres |  |
| 20:45 3a ronda | Puig 49' · Jiménez 73' | Mundo Deportivo UE Figueres | 85' Arimany | Municipal de Vilatenim · 350 espectadors · Carlos Albelda Bárcena · Bruno Montoro Ferreiro · Guillem Martínez Brunet · |  |

| 20 novembre 2013                         | Cerdanyola del Vallès FC                 | 2 – 2 (pp.)                 | UE Figueres                              | Cerdanyola del Vallès                                                                                        |                                          |
| 20:00 5a ronda                           | Solano 17' · Sanz 51'                    | Mundo Deportivo UE Figueres | 28' Pérez · 77' (p.) Teixidor            | Municipal La Bòbila · 400 espectadors · Héctor Robas Bondia · Arcadi Altemir Vidal · Javier Fernández Ruiz · |                                          |
|                                          |                                          | Tanda de penals             |                                          | |                                          |
| Pujibert · Velillas · Montilla · Aguilar | Pujibert · Velillas · Montilla · Aguilar | 0 – 3                       | Grau · del Campo · Puig · Pérez · Compte | Grau · del Campo · Puig · Pérez · Compte                                                                     | Grau · del Campo · Puig · Pérez · Compte |

| 4 març 2014                              | UE Figueres                              | 0 – 0 (pp.)                 | Girona FC                                                                  | Figueres |                                                                            |
| 20:45 6a ronda                           |                                          | Mundo Deportivo UE Figueres |                                                                            | Municipal de Vilatenim · 800 espectadors · Xavier Bertomeu Garcia · Carlos Eduardo Sidoine Farfan · David López Jiménez · |                                                                            |
|                                          |                                          | Tanda de penals             |                                                                            | |                                                                            |
| Argelés · Serra · Ferrón · Puig · Moñino | Argelés · Serra · Ferrón · Puig · Moñino | 3 – 4                       | Eloi Amagat · Jandro Castro · Jofre Mateu · Jordi Matamala · Adrià Carmona | Eloi Amagat · Jandro Castro · Jofre Mateu · Jordi Matamala · Adrià Carmona                                                | Eloi Amagat · Jandro Castro · Jofre Mateu · Jordi Matamala · Adrià Carmona |

| Tercera Divisió-Grup 5 |

| 25 agost 2013   | UE Figueres | 1 – 3                       | Palamós CF                              | Figueres |  |
| 19.00 Jornada 1 | Cristino 8' | Mundo Deportivo UE Figueres | 28' Pèlach · 41' (p.) Revert · 80' Díaz | Municipal de Vilatenim · 800 espectadors · Héctor Robas Bondia · Kevin Jiménez Fernández · Jesús Martínez Navarro · |  |

| 31 agost 2013   | UE Rapitenca         | 2 – 1                       | UE Figueres    | Sant Carles de la Ràpita                                                                                               |  |
| 12:00 Jornada 2 | Ramos 49' · Roig 80' | Mundo Deportivo UE Figueres | 9' Bonaventura | Estadi Municipal La Devesa · 300 espectadors · Carlos Calderiña Pavón · Miquel Torres Ramírez · Salvador Tomás López · |  |

| 8 setembre 2013 | UE Figueres  | 1 – 0                       | Terrassa FC | Figueres |  |
| 16:30 Jornada 3 | Cornellà 89' | Mundo Deportivo UE Figueres |             | Municipal de Vilatenim · 500 espectadors · Pau Garcia Fuster · Carlos Hernández Gañán · Àlex Gómez Meneses · |  |

| 11 setembre 2013 | CD Masnou | 0 – 2                       | UE Figueres                   | El Masnou |  |
| 18:00 Jornada 4  |           | Mundo Deportivo UE Figueres | 20' (p.) Teixidor · 88' Serra | Camp municipal d'esports · 150 espectadors · David Garcia Rosel · Jordi Fullà Planas · Enric Ponsatí Clavaguera · |  |

| 15 setembre 2013 | UE Figueres | 1 – 3                       | UE Cornellà                         | Figueres |  |
| 16:30 Jornada 5  | Serra 33'   | Mundo Deportivo UE Figueres | 8' Marín · 37' Baruc · 86' Matamala | Municipal de Vilatenim · 400 espectadors · Vicente Alexandre Muñoz Baquero · Nízar Chafir · Daniel Galera Serrano · |  |

| 22 setembre 2013 | FC Santboià   | 1 – 2                       | UE Figueres                      | Sant Boi de Llobregat |  |
| 12:00 Jornada 6  | Rodríguez 89' | Mundo Deportivo UE Figueres | 48' (p.) Cristino · 88' Teixidor | Estadi Municipal Joan Baptista Milà · 300 espectadors · Xavier Bertomeu Garcia · David López Jiménez · Xavier Codina Casanovas · |  |

| 29 setembre 2013 | UE Figueres                     | 3 – 3                       | CF Gavà                         | Figueres |  |
| 16:30 Jornada 7  | Bonaventura 4' 38' · García 88' | Mundo Deportivo UE Figueres | 3' Gómez · 6' Unzué · 89' López | Municipal de Vilatenim · 450 espectadors · Rubén Mancera Antón · Aleix Roig Antoja · Martí Lázaro Llorens · |  |

| 6 octubre 2013  | UE Castelldefels | 0 – 1                       | UE Figueres | Castelldefels                                                                                                |  |
| 12:00 Jornada 8 |                  | Mundo Deportivo UE Figueres | 35' Barrera | Municipal Els Canyars · 300 espectadors · Israel Gómez Hernández · Edgar Nula Pérez · Sinuhe García Méndez · |  |

| 13 octubre 2013 | UE Figueres | 0 – 0                       | CE Europa | Figueres |  |
| 16.30 Jornada 9 |             | Mundo Deportivo UE Figueres |           | Municipal de Vilatenim · 500 espectadors · Óscar Sánchez Arias · Abdelaziz Ajdir Lanti · Adrià Mellado Fernández · |  |

| 20 octubre 2013  | Cerdanyola del Vallès FC | 0 – 0                       | UE Figueres | Cerdanyola del Vallès                                                                                    |  |
| 12:00 Jornada 10 |                          | Mundo Deportivo UE Figueres |             | Municipal La Bòbila · 200 espectadors · Rafael Díaz Malero · Sergio Castro Sánchez · Ignasi Amor Berge · |  |

| 27 octubre 2013  | UE Figueres                          | 2 – 2                       | AEC Manlleu             | Figueres |  |
| 17:00 Jornada 11 | Erencia 32' (p.p.) · Bonaventura 36' | Mundo Deportivo UE Figueres | 15' Martínez · 63' Sala | Municipal de Vilatenim · 800 espectadors · David Congost Larrosa · Carlos Pérez Amador · Carlos López Buendía · |  |

| 3 novembre 2013  | CF Pobla de Mafumet | 1 – 1                       | UE Figueres | La Pobla de Mafumet |  |
| 12:00 Jornada 12 | Tortosa 55'         | Mundo Deportivo UE Figueres | 63' Moñino  | Estadi Municipal · 300 espectadors · Francisco Javier Pazo Mora · Rubén Martín Tarrio · Rafael de San Nicolás García · |  |

| 10 novembre 2013 | CF Muntanyesa                             | 3 – 3                       | UE Figueres                   | Barcelona |  |
| 12:00 Jornada 13 | S. Andreu 3' · Sánchez 38' · Puchades 59' | Mundo Deportivo UE Figueres | 40' Compte · 78' 89' Teixidor | Camp Municipal de Nou Barris · 900 espectadors · Albert Català Ferran · Miguel Ángel Rico Reverte · Axel Marcelino Gracia · |  |

| 17 novembre 2013 | UE Figueres | 1 – 2                       | FC Ascó                 | Figueres |  |
| 16:30 Jornada 14 | Moñino 42'  | Mundo Deportivo UE Figueres | 2' Moreno · 40' Virgili | Municipal de Vilatenim · 400 espectadors · José Antonio Salas Montoro · Joan Ponce Moreno · Miguel Ángel Moreno Villaécija · |  |

| 24 novembre 2013 | UE Rubí              | 2 – 0                       | UE Figueres | Rubí |  |
| 12.00 Jornada 15 | Peña 53' · Muela 89' | Mundo Deportivo UE Figueres |             | Estadi Municipal Can Rosés · 250 espectadors · Kabir Frutos Bonache · Alberto Madrigal López · Àlex Gómez Meneses · |  |

| 1 desembre 2013  | UE Figueres                           | 3 – 0                       | UE Vilassar de Mar | Figueres |  |
| 16:30 Jornada 16 | Puig 1' · Bonaventura 9' · Compte 85' | Mundo Deportivo UE Figueres |                    | Municipal de Vilatenim · 350 espectadors · Óscar Carballo Vázquez · Alejandro Cabezas Moya · Bruno Montoro Ferreiro · |  |

| 14 desembre 2013 | Santfeliuenc FC | 1 – 1                       | UE Figueres     | Sant Feliu de Llobregat |  |
| 18:00 Jornada 17 | Bolaños 36'     | Mundo Deportivo UE Figueres | 54' Bonaventura | Nou Estadi Municipal de Les Grasses · 400 espectadors · Carlos Albelda Bárcena · Joan Ignasi Ros Martínez · Marcos López Jiménez · |  |

| 22 desembre 2013 | UE Figueres | 1 – 1                       | UDA Gramenet | Figueres |  |
| 16:30 Jornada 18 | Gené 17'    | Mundo Deportivo UE Figueres | 29' Argelés  | Municipal de Vilatenim · 300 espectadors · Francisco José Pérez Bueno · Víctor Orgaz Serran · Antonio Montes Rodríguez · |  |

| 5 gener 2014     | FC Vilafranca                      | 3 – 1                       | UE Figueres  | Vilafranca del Penedès |  |
| 12.30 Jornada 19 | Triguero 44' · Villaescusa 63' 86' | Mundo Deportivo UE Figueres | 21' Cornellà | Municipal d'Esports de Vilafranca · 100 espectadors · Cristian López Carballo · Wilson Freire Lema · Joan Ramon Rodríguez Abadal · |  |

| 12 gener 2014    | Palamós CF                              | 3 – 3                       | UE Figueres                                    | Palamós |  |
| 16:30 Jornada 20 | Arimany 44' · Mercader 61' · Pèlach 89' | Mundo Deportivo UE Figueres | 17' Bonaventura · 39' Cornellà · 56' del Campo | Nou Estadi de Palamós · 400 espectadors · Raúl Calle Martínez · Juan Carlos Blasco Pastor · Raúl Aldana Llorens · |  |

| 18 gener 2014    | UE Figueres | 1 – 1                       | UE Rapitenca | Figueres |  |
| 16.30 Jornada 21 | Murga 84'   | Mundo Deportivo UE Figueres | 31' Blade    | Municipal de Vilatenim · 350 espectadors · Juan Manuel Vico Moreno · Carlos Varela Irimia · José Antonio Fernández Morillo · |  |

| 26 gener 2014    | Terrassa FC                   | 2 – 1                       | UE Figueres     | Terrassa |  |
| 17:00 Jornada 22 | Fuentes 19' (p.) · García 58' | Mundo Deportivo UE Figueres | 39' (p.) Moñino | Estadi Olímpic de Terrassa · 300 espectadors · José Antonio Salas Montoro · Joan Ponce Moreno · Raúl Aldana Llorens · |  |

| 2 febrer 2014    | UE Figueres | 1 – 0                       | CD Masnou | Figueres |  |
| 16:30 Jornada 23 | Puig 45'    | Mundo Deportivo UE Figueres |           | Municipal de Vilatenim · 400 espectadors · Jordi Molina Fernández · Miguel Enríquez Expósito · Josep Vilaró Alarcón · |  |

| 9 febrer 2014    | UE Cornellà | 1 – 2                       | UE Figueres            | Cornellà de Llobregat                                                                                           |  |
| 17:00 Jornada 24 | Muñoz 16'   | Mundo Deportivo UE Figueres | 7' Ferrón · 22' Moñino | Municipal de la Via Fèrria · 300 espectadors · Rafael Díaz Melero · Joel Moreno Berenguer · Jorge Hoyas Gómez · |  |

| 16 febrer 2014   | UE Figueres      | 2 – 2                       | FC Santboià                | Figueres |  |
| 16:30 Jornada 25 | Teixidor 42' 51' | Mundo Deportivo UE Figueres | 13' Iglesias · 67' Márquez | Municipal de Vilatenim · 350 espectadors · Carlos Rodríguez Enrique · Micael Erlich · Edwar M. Gonzales Moreno · |  |

| 23 febrer 2014   | CF Gavà        | 2 – 1                       | UE Figueres | Gavà |  |
| 12:00 Jornada 26 | Masuet 64' 79' | Mundo Deportivo UE Figueres | 51' Argelés | Estadi Municipal la Bòbila · 150 espectadors · Carlos Ferrero Mansilla · Joan Ignasi Ros Martínez · David Barón Ajenjo · |  |

| 1 març 2014      | UE Figueres | 1 – 0                       | UE Castelldefels | Figueres |  |
| 16:30 Jornada 27 | Ferrón 2'   | Mundo Deportivo UE Figueres |                  | Municipal de Vilatenim · 350 espectadors · Alfonso Oliva Bueno · Adrià De la Fuente Domingo · Edgar Carmona Martínez · |  |

| 9 març 2014      | CE Europa                 | 2 – 1                       | UE Figueres  | Barcelona |  |
| 12:00 Jornada 28 | Queralt 14' · Sánchez 82' | Mundo Deportivo UE Figueres | 89' Cornellà | Nou Sardenya · 600 espectadors · David Jorge Conejo Rodríguez · Gonzalo Romero Freixas · Manuel Miras Martínez · |  |

| 16 març 2014     | UE Figueres               | 2 – 1                       | Cerdanyola del Vallès FC | Figueres |  |
| 16.30 Jornada 29 | Micaló 9' · del Campo 83' | Mundo Deportivo UE Figueres | 1' Molins                | Municipal de Vilatenim · 300 espectadors · Alexandre Mazaira Rodríguez · Juan Ramon Jardon González · Daniel Hernández González · |  |

| 23 març 2014     | AEC Manlleu | 0 – 2                       | UE Figueres                       | Manlleu |  |
| 16:30 Jornada 30 |             | Mundo Deportivo UE Figueres | 16' (p.) Cristino · 50' del Campo | Estadi Municipal de Manlleu · 350 espectadors · Kabir Frutos Bonache · Guillem Parera Gaspar · David López Jiménez · |  |

| 30 març 2014     | UE Figueres      | 2 – 2                       | CF Pobla de Mafumet      | Figueres |  |
| 16:30 Jornada 31 | Cornellà 33' 76' | Mundo Deportivo UE Figueres | 31' Calavera · 69' Bueno | Municipal de Vilatenim · 350 espectadors · Francisco Javier Pazo Mora · Rubén Martín Tarrio · César Otal González · |  |

| 6 abril 2014     | UE Figueres       | 1 – 1                       | CF Muntanyesa | Figueres |  |
| 16:30 Jornada 32 | Cristino 78' (p.) | Mundo Deportivo UE Figueres | 53' Pérez     | Municipal de Vilatenim · 500 espectadors · Josep Subirats Matamoros · Julián Villaseñor Julián · Josep Barceló Prats · |  |

| 12 abril 2014    | FC Ascó     | 1 – 1                       | UE Figueres | Ascó |  |
| 18:00 Jornada 33 | Virgili 62' | Mundo Deportivo UE Figueres | 78' García  | Municipal d'Ascó · 500 espectadors · Albert Català Ferran · Eduardo Monsonís Benavente · Xavier Dalmau Montull · |  |

| 23 abril 2014    | UE Figueres | 1 – 2                       | UE Rubí                   | Figueres |  |
| 18.30 Jornada 34 | Moñino 28'  | Mundo Deportivo UE Figueres | 49' (p.) Forgas · 77' Pla | Municipal de Vilatenim · 200 espectadors · Juan Manuel Martín Varas · Marcos López Jiménez · Ainara Andrea Acevedo Dudley · |  |

| 27 abril 2014    | UE Vilassar de Mar | 1 – 0                       | UE Figueres | Vilassar de Mar |  |
| 12:00 Jornada 35 | Jallow 47'         | Mundo Deportivo UE Figueres |             | Estadi Municipal Xevi Ramon · 250 espectadors · Arnau Llopart Carbó · Albert Riubrugent Expósito · César Garcia Peñacorba · |  |

| 30 abril 2014    | UE Figueres | 0 – 3                       | Santfeliuenc FC                    | Figueres |  |
| 20.30 Jornada 36 |             | Mundo Deportivo UE Figueres | 33' Cano · 82' Peralta · 85' Mayor | Municipal de Vilatenim · 200 espectadors · José María Rodríguez Enrique · Carlos Eduardo Sidoine Farfan · Jonathan Miguel Teruel · |  |

| 4 maig 2014      | UDA Gramenet | 1 – 0                       | UE Figueres | Santa Coloma de Gramenet                                                                               |  |
| 11.45 Jornada 37 | Canelada 65' | Mundo Deportivo UE Figueres |             | Can Peixauet · 200 espectadors · Vicente Alexandre Muñoz Baquero · Nizar Charif · David Rovira Campà · |  |

| 11 maig 2014     | UE Figueres                              | 4 – 0                       | FC Vilafranca | Figueres |  |
| 12:00 Jornada 38 | Teixidor 3' · Murga 36' · Ferrón 56' 78' | Mundo Deportivo UE Figueres |               | Municipal de Vilatenim · 500 espectadors · Andrés J. Páez Brines · Karim Mansouri · Gonzalo Romero Freixas · |  |

## Classificació
| Pos. | Equip                    | J  | G  | E  | P  | GF | GC | DG  | pts. |
| --- | ------------------------ | -- | -- | -- | -- | -- | -- | --- | ---- |
| 1r | UE Cornellà              | 38 | 22 | 7  | 9  | 58 | 40 | +18 | 73   |
| 2n | CF Muntanyesa            | 38 | 21 | 10 | 7  | 61 | 31 | +30 | 73   |
| 3r | CE Europa                | 38 | 20 | 9  | 9  | 52 | 29 | +23 | 69   |
| 4t | Terrassa FC              | 38 | 20 | 9  | 9  | 55 | 35 | +20 | 69   |
| 5è | UE Rubí                  | 38 | 21 | 6  | 11 | 59 | 36 | +23 | 69   |
| 6è | FC Ascó                  | 38 | 19 | 11 | 8  | 53 | 40 | +13 | 68   |
| 7è | Palamós CF               | 38 | 16 | 13 | 9  | 62 | 53 | +9  | 61   |
| 8è | CF La Pobla de Mafumet   | 38 | 16 | 9  | 13 | 45 | 37 | +8  | 57   |
| 9è | Santfeliuenc FC          | 38 | 16 | 9  | 13 | 46 | 41 | +5  | 57   |
| 10è | AEC Manlleu              | 38 | 13 | 11 | 14 | 39 | 39 | 0   | 50   |
| 11è | UE Figueres              | 38 | 11 | 14 | 13 | 51 | 52 | -1  | 47   |
| 12è | Cerdanyola del Vallès FC | 38 | 10 | 16 | 12 | 52 | 58 | -6  | 46   |
| 13è | FC Vilafranca            | 38 | 12 | 8  | 18 | 41 | 50 | -9  | 44   |
| 14è | CD Masnou                | 38 | 11 | 11 | 16 | 36 | 46 | -10 | 44   |
| 15è | CF Gavà                  | 38 | 12 | 6  | 20 | 43 | 52 | -9  | 42   |
| 16è | UE Castelldefels         | 38 | 10 | 12 | 16 | 46 | 51 | -5  | 42   |
| 17è | UE Vilassar de Mar       | 38 | 11 | 9  | 18 | 35 | 49 | -14 | 42   |
| 18è | FC Santboià              | 38 | 10 | 10 | 18 | 47 | 54 | -7  | 40   |
| 19è | UE Rapitenca             | 38 | 7  | 10 | 21 | 31 | 67 | -36 | 31   |
| 20è | UDA Gramenet             | 38 | 4  | 6  | 28 | 25 | 77 | -52 | 18   |
| En groc, els equips que disputaren la fase de promoció a Segona B, i en vermell, els que descendiren a Primera catalana. |                          |    |    |    |    |    |    |     |      |

## Estadístiques individuals
| Jugador                      | P. | T. | S. | M.   | G. | A. | TG | TV |
| ---------------------------- | -- | -- | -- | ---- | -- | -- | -- | -- |
| Ferran Grau Suñé             | 35 | 35 | 0  | 3121 | 0  | 0  | 15 | 0  |
| Sergi Murga Morejón          | 35 | 35 | 0  | 3003 | 2  | 0  | 7  | 1  |
| Albert Argelés Collell       | 33 | 33 | 0  | 2959 | 2  | 0  | 12 | 0  |
| Pedro del Campo González     | 33 | 29 | 4  | 2628 | 3  | 2  | 4  | 0  |
| Iván Cristino Gordillo       | 34 | 29 | 5  | 2509 | 4  | 3  | 6  | 0  |
| Guillem Cornellà Manciñeiras | 29 | 26 | 3  | 2318 | 6  | 2  | 7  | 0  |
| Lluís Micaló Masachs         | 26 | 26 | 0  | 2209 | 1  | 0  | 5  | 0  |
| David Busquets Sala          | 25 | 24 | 1  | 2152 | 0  | 2  | 10 | 0  |
| Albert Moñino Turró          | 28 | 24 | 4  | 2138 | 5  | 1  | 7  | 0  |
| Albert Reig Ricart           | 21 | 21 | 0  | 1869 | 0  | 0  | 0  | 0  |
| Bernat Puig Valls            | 26 | 22 | 4  | 1721 | 2  | 1  | 1  | 1  |
| Marc Bonaventura Vallmajor   | 21 | 21 | 0  | 1613 | 7  | 1  | 2  | 1  |
| Joan Ureña Bartrina          | 18 | 17 | 1  | 1551 | 0  | 0  | 2  | 0  |
| Adrià Serra Casulleras       | 25 | 14 | 11 | 1301 | 2  | 1  | 8  | 0  |
| André Mabil Abeijon          | 14 | 14 | 0  | 1191 | 0  | 0  | 4  | 1  |
| Marc Teixidor Cristià        | 27 | 10 | 17 | 1073 | 7  | 2  | 2  | 0  |
| Narcís Barrera Vilert        | 17 | 10 | 7  | 988  | 1  | 0  | 4  | 0  |
| Xavier Ferrón Palau          | 10 | 8  | 2  | 755  | 4  | 0  | 3  | 1  |
| Pol Compte Rosell            | 17 | 7  | 10 | 686  | 2  | 1  | 4  | 2  |
| Borja García Martínez        | 20 | 3  | 17 | 590  | 2  | 2  | 4  | 0  |
| Alberto Jiménez Santiago     | 16 | 2  | 14 | 372  | 0  | 0  | 1  | 0  |
| Joan Pujol Farrés            | 3  | 3  | 0  | 270  | 0  | 0  | 1  | 0  |
| Jairo Jiménez Torrico        | 8  | 2  | 6  | 256  | 0  | 0  | 3  | 0  |
| Marc Fageda Soler            | 5  | 3  | 2  | 223  | 0  | 0  | 2  | 0  |
| Àlex Arimany Flores          | 1  | 0  | 1  | 45   | 0  | 0  | 0  | 0  |